# Pseudonepanthia grangei
Pseudonepanthia grangei is een zeester uit de familie Asterinidae.
De wetenschappelijke naam van de soort werd in 2001 gepubliceerd door Donald George McKnight.